# Edgar Degas
Edgar Germain Hilaire Degas (Pariz, 19. lipnja 1834. – Pariz, 26. rujna 1917.), francuski slikar, grafičar i kipar. Smatra se jednim od istaknutih predstavnika francuskog impresionizma, iako sam sebe nikada nije smatrao pripadnikom pokreta. Zaokupljen urbanim prizorima, balerinama, prizorima s konjskih utrka, Degas nikad u potpunosti ne raskida s majstorima realizma, kao što su Ingres i Delacroix, te većinu svojih djela stvara u ateljeu, ali i pored toga većina povjesničara umjetnosti se slaže da je njegovo mjesto u okvirima impresionizma.
Isprva je slikao povijesne scene i portrete u ulju, a 70-ih godina počeo je raditi u pastelu i temperi.  

## Život i djelo
Degas je rođen u Parizu, u imućnoj obitelji, kao sin bankara talijanskog podrijetla i Kreolke iz New Orleansa (SAD), koja je umrla kad je Edgar imao 13 godina. S jedanaest godina započinje svoje školovanje u školi Lycee Louis Grand. Degas se ozbiljno počeo baviti slikarstvom s osamnaest godina i svoju sobu je pretvorio u atelje, ali od njega se očekivalo da studira kao i od svih mladih plemića. Degas je imao druge planove te je svoje formalno školovanje napustio s dvadeset godina, i krenuo studirati slikarstvo na Likovnoj akademiji u Parizu pod vodstvom Louisa Lamothea 1855. god. Nakon par godina otputovao je u Italiju gdje je vidio radove Michelangela, Rafaela i ostalih slikara renesanse. God. 1866., vraća se iz Rima u Pariz obogaćen brojnim iskustvima.
Isprva je slikao povijesne scene i portrete po ugledu na Ingresa, no za razliku od Ingresa - samo portrete svojih prijatelja. Poznat je po slikama konja i plesačica, počeo je s povijesnom slikom kao što su Mladi Spartanci. Kroz svoje slikarstvo mnogo se više zanimao za teme iz realnog života nego za povijesne i mitološke teme. Nakon godina slikanja uljenim bojama, 1870ih je zavolio i počeo da slika u pastelu i temperi. Pod utjecajem talijanskog slikarstva, okupiran uglavnom bojom, slikao je pored portreta i aktova i pojave iz svakodnevnog života, te pretežito prizore iz kazališta (balerine) i konjskih utrka.  Zanima ga prije svega pokret tijela, koji je prikazivao točno i realistički, a pritom su na njega utjecali japanski drvoresci (Utamaro i Hokusaj). Motive je tražio na konjskim trkalištima i u kazalištu, a oko 1872. počeo je crtati i slikati plesačice. U svojim slikama je uspijevao uhvatiti, sažetim i lepršavim pokretom, trenutna raspoloženja, a njegovo duboko osećanje karaktera ljudi daje težinu čak i naizgled slučajnim prizorima. Kad je prišao inpresionizmu, nije napustio svoju sklonost crtanju i crtežu, pa su njegova najljepša djela nastala u tehnici pastela. Izradio je i niz bakropisa, litografija, a bavio se i sitnom plastikom.
Godine 1865., neki od njegovih radova izloženi su u Salonu (službena umjetnička izložba na akademiji Lijepih umjetnosti u Parizu). Sljedećih pet godina nekih od njegovih radova koji su bili izloženi u Salonu postupno su bili prihvaćeni u Svijetu konvencionalnih umjetnosti. Godine 1870., izbio je Francusko – Pruski rat i Degas je stupio u Nacionalnu gardu; branio je Pariz te mu je ostalo malo vremena za slikanje. Tijekom rata otkriven mu je problem s očima koji ga muči ostatak života. God. 1873., posjećuje sjevernu Ameriku, a 1886. po posljednji put sudjeluje na izložbi impresionista. 
Nikad se nije ženio te je posljednje godine svog života proveo skoro slijep, besciljno lutajući ulicama Pariza, dok nije umro 1917. god.
- Sjedeća plesačica, 1881.-83.
- Obitelj Belleli, 1860.—1862., Louvre.
- Na baletu, 1872., Frankfurt.
- Sat baleta, 1874., d'Orsay.
- Čaša absinta, 1876., d'Orsay.
- Na utrkama, oko 1880., d'Orsay, Pariz.
- Kupačica, 1886., pastel, d'Orsay.
- Mala četrnaestogodišnja balerina, 1890., bronca i tkanina, d'Orsay.

## Vanjske poveznice
- Edgar Degas - Život i djelo (engl.)
- Degas na WebMuseum (engl.)